# Richard Proenneke

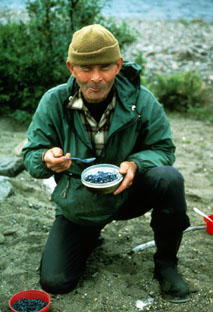
Richard Proenneke

## Biografie
Richard Louis "Dick" Proenneke (4 mai 1916–28 aprilie 2003) a fost un naturalist care a trăit singur în munții din Alaska, lângă locul numit "Twin lakes", locuind într-o cabană de bușteni pe care a construit-o singur cu unelte obișnuite de tâmplărie. Richard Proenneke a lăsat moștenire înregistrări meteorologice cât și date despre fauna și flora zonei.
În timpul războiului mondial II, în cadrul armatei americane, Proenneke a fost tâmplar și în acest timp s-a îmbolnăvit de reumatism ceea ce l-a forțat să facă un repaus de aproape 6 luni. După Sam Keith, prietenul sau de-o viață, din Duxbury, Massachusetts, această afecțiune a reprezentat revelația pentru Proenneke, anume să-și dedice restul vieții sale pentru rezistența și sănătatea corpului său.
Lăsat la vatră, Proenneke merge la specializarea de mecanic de motoare diesel diesel mecanic. Combinația dintre inteligență, adaptabilitatea unică și motivație l-au transformat rapid într-un mecanic extraordinar. Pleacă și din acest domeniu, nerezistând dragostei pentru natură și se mută în Oregon la o fermă de oi. Se muta apoi în Insula Shuyak, Alaska în 1950.
Pentru câțiva ani, a muncit ca operator de echipament greu și reparator la baza navală de la Kodiak. Proenneke a petrecut următorii ani muncind prin Alaska ca pescar de somon și mecanic de motoare diesel. A mai lucrat în alte activități ce implică fauna și viața în ținuturile sălbatice. Abilitățile sale ca mecanic erau recunoscute și căutate însă pensionarea era un eveniment mai important. Proenneke se retrage la Twin Lakes.

## Pensionarea
Pe 21 mai 1968, Proenneke ajunge la Twin Lakes pentru o binemeritată pensie. Înaintea plecării, face aranjamentele pentru a folosi o cabană proprietatea unui căpitan, Spike Carrithers, din Kodiak. În Alaska Solitude and Silence, cunoscută sub numele "cabana vânătorului."  Această cabană era situată lângă lac și aproape de locul unde Proenneke își începe construcția propriei cabane. Prietenul său, Babe Alsworth, îi aducea mâncare și lua către civilizație datele înregistrate de Richard.
Proenneke rămâne la Twin Lakes pentru următoarele 16, după care se întoarce acasă pentru a-și procura mai multe și vizita rudele și procura mai multe provizii. Se întoarce la cabana sa în următoarea primăvară și petrece următorii aproape 30 de ani în solitudine.

## Moștenirea și moartea
În 1999, la 82 de ani, Proenneke se întoarce în civilizație și își trăiește restul zilelor împreună cu soția și fratele său în California. Se stinge în urma unui atac cerebral pe 28 aprilie 2003 la vârsta de 86 de ani. A lăsat cabana sa în grija Parcului Național, unde până astăzi, rămâne una dintre marile atracții ale zonei îndepartate Twin Lakes.
În 1973, Sam Keith scrie cartea One Man's Wilderness: An Alaskan Odyssey (ISBN 0-88240-513-6), bazată pe jurnalele și fotografiile lui Richard. După o reeditare, cartea lui, Keith câștigă în 1999 Premiul National Outdoor Book  (NOBA). În 2005, câteva dintre filmările lui Richard, Alone in the Wilderness, încep să apară pe televiziunea publică din America. Filmările au în principal activitățile zilnice: observarea faunei în jurul cabanei sale pe jos sau din canoe cu comentarii pe fundal. Pentru a se filma (de vreme ce era singur), Proenneke fixa camera pe trepied și își vedea de activitățile sale. Aceasta implica și întoarcerea pentru a recupera camera de filmat. Un vizitator necunoscut (până astăzi) a înregistrat câteva scene cu Proenneke în timp ce mergea sau era în canoe. El sau ea, îl urmărește cu camera și este singura dovadă că altcineva era prin zona. De asemenea, în 2005 Serviciul Parcului Național și Asociația Istoriei Naturale din Alaska, publică mai multe documente din "One Man's Wilderness", reprezentând intrări ale jurnalului său. Cartea editată de John Branson, vechi prieten al lui Proenneke și angajat al parcului național Lake Clark, acoperă anii în care parcul este atestat. Richard avea și o buna relație cu angajații parcului ajutându-i în zonele sensibile și colaborarea la observarea braconierilor. 
Activitățile în aer liber și  "re" apropierea de natură reprezintă moștenirea pentru pasionații de supraviețuire și "bushcraft" din toată lumea.
Locul exact este pe lacul superior la coordonatele: 60°38′59″N 153°48′38″V / 60.64972°N 153.81056°V